# 韭园沟乡
韭园沟乡，是中华人民共和国陕西省榆林市绥德县一个已撤销的乡级行政区，2015年，陕西省民政厅批复同意撤销韭园沟乡，将其所辖行政区域划归名州镇。